# Panait Istrati

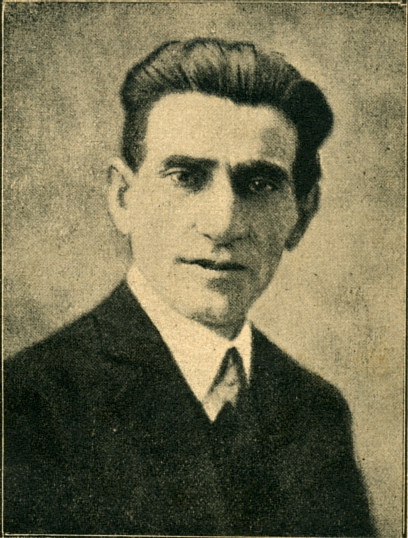
Panait Istrati

Panait Istrati, född 11 augusti 1884 i Brăila, död 16 april 1935 i Bukarest, var en rumänsk författare.

## Biografi
Från tolv års ålder levde han ett kringflackande liv på Balkan, Mindre Asien, Syrien, Egypten och Italien och deltog i flera olika revolutionära rörelser. Under tiden hade han lärt sig franska, och nedskrev på detta språk en serie självbiografiska skildringar, sammanfattade under titeln Les récits d'Adrien Zograffi. De utkom i fyra delar med titlarna Kyra Kyralina (1925), L'Oncle Angeheel (1925), Présentation des Haïdones (1925), Domnitza de Snagov (1926). Serien fortsattes 1926 med Codine och Mikhail. Bland hans senare arbeten märks Nerrantsoula (1927), La famille Perlmutter (1927), Les chardons du Baragan (1928), Mes départs (1928) och Vers l'autre flamme (1929).
Boken Mot den fjärran elden skrevs efter 16 månaders vistelse i Sovjetunionen. Den är skriven som en opposition från vänster mot regimen. Susan Sontag skriver i förordet till Victor Serges Fallet Tulajev att Romain Rolland inråde att dra tillbaka publiceringen av boken. När han ändock gjorde så blev han utstött av sina tidigare vänner och mecenater.  I boken heter det: ”Det är inte längre fråga om någon slags socialism. Det är fråga om ett skräckvälde, där människan behandlas som socialt krigsmateriel…”.